# .au
.au (Austrália) é o código TLD (ccTLD) na Internet para a Austrália.